# Панда большая и маленькая
«Панда большая и маленькая» (яп. パンダ・コパンダ Панда Копанда) (в некоторых неофициальных вариантах перевода «Большая панда и маленькая панда» и «Пандакопанда») — аниме-фильм режиссёра Исао Такахаты, снятый в 1972 году студией Tokyo Movie Shinsha.

## Сюжет
У девочки Мимико нет ни папы, ни мамы, и о ней заботится только её бабушка. На момент начала сюжета бабушка надолго уезжает, оставив внучку одну. Сама Мимико относится к этому легко, так как вполне способна взять домашнее хозяйство на себя. Однако сразу после отъезда бабушки Мимико встречает панду по имени Папанда и его сына, Пана. Узнав о том, что Мимико — сирота, Папанда решает её удочерить. Мимико в свою очередь становится мамой Пана.

## Персонажи
Мимико (яп. ミミ子 Мимико) — главная героиня. Весёлая рыжая девочка с двумя косичками, которая ничего не боится и никогда не унывает. Приёмная дочь Папанды и приёмная мать его сына.
Сэйю: Кадзуко Сугияма
Папанда (яп. パパンダ Папанда) — панда, приёмный отец Мимико. Появился у дома Мимико, будучи привлечён бамбуковым лесом. Обладает огромной физической силой, достаточной чтобы остановить паровоз на полном ходу.
Сэйю: Кадзуо Кумакура
Пан (яп. パン Пан) — маленький панда. Сын Папанды, приёмный сын Мимико.
Сэйю: Ёсико Ота

## История создания
В начале 1970-х годов Хаяо Миядзаки и Исао Такахата намеревались создать анимационный фильм о персонаже Пеппи Длинныйчулок. Однако в ходе личной встречи с писательницей Астрид Линдгрен Миядзаки не смог добиться разрешения на создание аниме. Тем не менее авторские наработки, включая общую концепцию, сценарий и ключевую анимацию, были задействованы в фильмах «Панда большая и маленькая». Работа над первым короткометражным фильмом началась в сентябре 1972 года, когда панды были очень популярны в японском обществе — в тот период в Токийский зоопарк Уэно из Китая завезли двух гигантских панд, вызвавших ажиотаж.